# 八王子神社 (八王子市)
八王子神社（はちおうじじんじゃ）は、東京都八王子市元八王子町にある神社。深沢山（城山）の山中、八王子城址内に鎮座しており、八王子の地名の由来となった神社である。

## 歴史
913年（延喜13年）秋に京都から訪れた学僧・妙行（みょうこう）が、深沢山山頂の岩屋で修行を開始、3年後の916年（延喜16年）に、修行中に現れた牛頭天王とその8人の童子（八王子）を八王子権現（はちおうじごんげん）として祀ったのが創建とされる。
939年（天慶2年）、妙行の功績を伝え聞いた朱雀天皇から、「華厳菩薩（けごんぼさつ）」の称号が贈られ、ふもとの神宮寺も「牛頭山神護寺（ごずさんじんごじ）」という名称に改められたとされる（現・宗関寺）。
1587年（天正15年）頃に、北条氏照が八王子城を築城した。
2019年（令和元年）に令和元年東日本台風の被害を受けて覆殿が損傷したことや、翌2020年（令和2年）に登録された八王子市関連の日本遺産（霊気満山 高尾山 ～人々の祈りが紡ぐ桑都物語～）の構成文化財に八王子神社が含まれたこともあり、2022年（令和4年）に覆殿を120年ぶり修復した。